# Tengerkék jácintara
A tengerkék jácintara (Anodorhynchus glaucus), korábban tengerkék ara, a madarak osztályának papagájalakúak (Psittaciformes)  rendjébe és a papagájfélék (Psittacidae) családjába tartozó faj.
Az utolsó hiteles megfigyelés 1960-ban volt, 1989-ben egy brazil ornitológus, Antonio Silva azt állította, hogy még nem pusztult ki a természetből, de ezt nem sikerült bizonyítania. Sokak szerint már kipusztult.

## Rendszerezése
A fajt Louis Pierre Vieillot francia ornitológus írta le 1816-ban, a Macrocercus nembe Macrocercus glaucus néven.

## Előfordulása
Argentína, Brazília, Paraguay határvidékén, valamint Uruguay északnyugati részén honos. Természetes élőhelyei a szubtrópusi vagy trópusi síkvidéki esőerdők, mocsári erdők és szavannák. Állandó, nem vonuló faj.

## Megjelenése
Testhossza 72 centiméter. Tollazata türkizkék, feje szürke.

## Életmódja
Főleg diófélékkel táplálkozik.

## Természetvédelmi helyzete
Az elterjedési területe rendkívül kicsi, utolsó észlelése 1960-ban volt, egyedszáma pedig 50 alatti lehet. A Természetvédelmi Világszövetség Vörös listáján súlyosan veszélyeztetett fajként szerepel.